# Hugo Distler (pattinatore)
Hugo Diestler (fl. XX secolo) è stato un pattinatore artistico su ghiaccio austriaco. Ha vinto il bronzo al Campionato del mondo nel 1928 e un argento (1927) e un bronzo (1931) al Campionato europeo.

## Palmarès
| Internazionali       | Internazionali | Internazionali | Internazionali | Internazionali | Internazionali | Internazionali | Internazionali | Internazionali |
| Event                | 1924           | 1926           | 1927           | 1928           | 1929           | 1930           | 1931           | 1932           |
| -------------------- | -------------- | -------------- | -------------- | -------------- | -------------- | -------------- | -------------- | -------------- |
| Campionati mondiali  |                |                |                | 3°             | 5°             |                | 4°             |                |
| Campionati europei   |                | 7°             | 2°             |                |                |                | 3°             | 4°             |
| National             |                |                |                |                |                |                |                |                |
| Campionati austriaci | 3°             |                |                | 3°             |                | 2°             | 2°             |                |